# スルキ沖の海戦
スルキ沖の海戦（スルキおきのかいせん）は、第一次ポエニ戦争中の紀元前258年にサルディニアのスルキ（現在のサンタンティーオコ)沖で発生した、カルタゴ海軍と共和政ローマ海軍の間の海戦。ローマ海軍が勝利した。

## 状況
ローマは紀元前260年のリーパリ諸島の海戦では敗北したものの、続く同年のミラエ沖の海戦には勝利した。この勝利に勇気付けられ、ローマはシケリア南西端に近いセゲスタ（現在のカラタフィーミ＝セジェスタ）を攻略しようとしたが、ローマ陸軍が接近するとセゲスタはローマと同盟してカルタゴと戦うこととした。セゲスタの問題が解決されると、続いてローマはセゲスタの植民市であるマケラを占領した。一方、カルタゴ陸軍の将軍ハミルカル（ハミルカル・バルカとは別人）は、ローマ軍とその同盟軍の間に不和が生じていることを知り、シケリア北西のヒメラ（現在のテルミニ・イメレーゼ）とパロポ（現在のパレルモ近く）の間に野営していたローマ軍を攻撃し、4,000の軍団兵を殺害した。

## サルディニア
サルディニアには、紀元前8世紀からフェニキア人が入植し、ターロス、ビティア、スルキ、ノーラ、カラリス等の植民市を建設していた。紀元前500年頃になるとカルタゴが進出し、サルディニア周辺の地中海の覇権を確立し、またその影響はサルディニアのほぼ全域に及んでいた。
ポリュビオスによれば、カルタゴ海軍の司令官ハンニバル・ギスコは、自身の判断か本国からの命令かは不明であるが、ミラエ沖海戦での敗北後に残存艦隊を率いてカルタゴに一旦帰還した。しかしすぐにサルディニアに引き返した。ローマ軍は兵力4,000を失っており、カルタゴの拠点であるパノルムス（パレルモ）に対する陸上からの攻撃の危険性が減じたため、ギスコは艦隊をカルタゴに戻したのかもしれない。しかし、経験に劣るローマ海軍に敗北し、艦隊の半分近くを失ったことが問題とされ、本国から帰還命令が出されたのかもしれない。
但し、状況から考えてギスコが「全艦隊」を率いてカルタゴに戻ったかは疑わしく、一部はサルディニアに残っていた可能性がある。ローマ艦隊は鹵獲したカルタゴ軍船を加え、総兵力は100隻を超えていた。サルディニアは当時カルタゴの支配下にあったが、もしもこの海域にカルタゴ海軍が全く存在しなくなった場合、例え小規模のローマ艦隊の攻撃であっても、サルディニアにとって危険である。ギスコは「そう長くないうちに」、追加の軍船と海軍士官達と共に、サルディニアへ派遣された。これはシケリアのローマ海軍の動きに備えた、緊急かつ必要な手段であり、サルディニアに集結した艦隊は、当時カルタゴが運用できる全海軍兵力であったと思われる。ギスコはカルタゴで軍事的または政治的な査問を受けたと思われるが、彼の地位に変更は無かった。但し、ミラエ沖での敗戦のためギスコは「審理中」であり、全権をもった提督というより、カルタゴの政治家が派遣した一種の「軍監」から、作戦に関する助言がなされたと思われる。

## 戦闘
ローマはサルディニアの北にあるコルシカに植民市を建設しようとしており、すでに紀元前259年にはアレリア（en）をルキウス・コルネリウス・スキピオが占領していた。ローマのサルディニアへの関心は、スルキ沖の海戦で始まった。第一次ポエニ戦争後にもサルディニアはカルタゴ領とされたが、カルタゴの傭兵が反乱するとローマはこれに乗じてサルディニアに出兵し、紀元前238年に自身の領土とした。
海戦は、紀元前258年にサルディニア西南の都市であるスルキの沖で発生した。ローマ海軍の司令官は執政官（コンスル）ガイウス・スルピキウス・パテルクルスであり、ギスコがカルタゴ海軍を率いた。結果はローマ海軍の勝利に終わったが、その詳細は不明である。ポリュビオスは簡潔に、ギスコが司令官として成功しなかったことを述べている。
両軍の兵力はそれぞれ約100隻であった。ローマ艦隊は霧を利用してカルタゴ艦隊を奇襲した。カルタゴは何隻かを失った後、港に退避した。ローマ軍は霧の中を前進して上陸し、カルタゴの軍船が陸に引き上げられたところを攻撃し、約40隻を破壊した。

## ギスコの死
ポリュビオスによると、ギスコは彼の兵に捕らえられ、敗北したカルタゴの司令官の例に従って、磔の刑に処された。戦闘後（あるいは戦闘中）のギスコの行動に関しては、いくつかの仮説が可能である。ポリュイオスは彼が「捕らえられた」と記していることから、一旦は脱出を試みたことが分かる。彼の旗艦からボートで脱出し、その後彼と共に脱出した兵が彼を見限って処刑したのかもしれない。また、陸上に脱出したところを、サルディニアの同盟軍に捕らえられたのかもしれない。ローマはカルタゴに代わってサルディニアの支配者になったが、その後平穏になるまでに何年も現地人と戦う必要があった。

## その後
スルキでのローマの勝利は、サルディニアでのカルタゴの支配を終わらせるものであった。しかし北部のオルビアだけは例外であり、カルタゴの将軍ハンノ（おそらくはギスコの息子）がローマ軍を撃退した。

## 参考資料
- ポリュビオス『歴史』
- Michael Pitassi, The Navies of Rome, Boydell & Brewer, 2011 ISBN 978-1-84383-600-1
- Hubert Devijver, Edward Lipiński, Punic Wars: Proceedings of the Conference Held in Antwerp from the 23rd [sic] to the 26th of November 1988 in Cooperation with the Department of History of the Universiteit Antwerpen (UFSIA), Peeters Publishers, 1989 ISBN 978-90-6831-219-5